# Гангстерски отдел
„Гангстерски отдел“ (на английски: Gangster Squad) е щатски екшън трилър от 2013 г. на режисьора Рубен Флешър, по сценарий на Уил Бийл, и участват Джош Бролин, Райън Гослинг, Ник Нолти, Ема Стоун, Антъни Маки, Джовани Рибизи, Майкъл Пеня и Шон Пен.